# André Gabriello

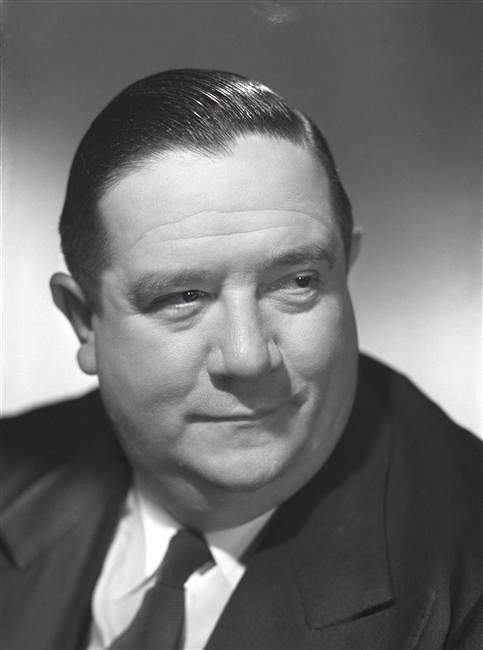
André Gabriello (1943)

André Gabriello, bürgerlich André Gabrielo, (* 15. Oktober 1896 im 9. Arrondissement, Paris, Frankreich; † 19. März 1975 im 13. Arrondissement, Paris, Frankreich) war ein französischer Schauspieler, Soldat und Chansonnier.

## Leben
André Gabriello wurde 1896 im 9. Arrondissement von Paris geboren.
1914 meldete er sich als Freiwilliger zur schweren Artillerie. Er diente in Frankreich und an der Ostfront. Er wurde im November 1919 demobilisiert.
1931 hatte Gabriello in dem Film Calais – Douvres seinen ersten Auftritt. 1961 stand er in der Fernsehserie Airs de France erstmals für das Fernsehen vor der Kamera.
Er ist Vater der Schauspielerinnen Suzanne Gabriello (1932–1992) und France Gabriel.

## Filmografie
- 1931: Calais – Douvres
- 1933: Mirages de Paris
- 1933: La mille et deuxième nuit (La Mille Et Deuxieme Nuit)
- 1933: Une vie perdue
- 1934: Mon cœur t’appelle
- 1935: Divine
- 1936: Nachtasyl (Les Bas-fonds)
- 1936: Eine Landpartie (Partie de campagne)
- 1937: Yoshiwara
- 1938: Rasputin (La Tragédie impériale)
- 1938: L’affaire Lafarge
- 1938: Das Freudenmädchen von Tunis (La Maison du Maltais)
- 1939: Ohne ein Morgen (Sans lendemain)
- 1940: Narziß, der unfreiwillige Flieger (Narcisse)
- 1942: Einmal im Jahr (Caprices)
- 1942: Der Mörder wohnt Nr. 21 (L’assassin habite au 21)
- 1942: Die falsche Geliebte (La Fausse Maîtresse)
- 1942: Défense d’aimer
- 1942: Mariage d’amour
- 1943: Maigret und der Fall Picpus ()
- 1943: Die Teufelshand (La Main du diable)
- 1943: Vingt-cinq ans de bonheur
- 1943: La ferme aux loups
- 1943: Adrien
- 1944: Maigret und die Frau ohne Kopf (Cécile est morte)
- 1945: Les caves du Majestic
- 1945: König der Nassauer (Le Roi des resquilleurs)
- 1946: Roger la Honte
- 1946: La revanche de Roger la Honte
- 1947: La femme en rouge
- 1948: Le mannequin assassiné
- 1948: Métier de fous (Metier De Fous)
- 1949: Deux amours
- 1949: Skandal auf den Champs Elysées (Scandale aux Champs-Élysées)
- 1949: Ronde de nuit
- 1949: Millionäre für einen Tag (Millionnaires d’un jour)
- 1949: Branquignol
- 1950: Le 84 prend des vacances
- 1950: Sans tambour ni trompette
- 1950: La patronne
- 1950: La rue sans loi
- 1951: Chéri de sa concierge
- 1951: Folie douce
- 1951: Moumou
- 1951: Musique en tête (Musique En Tete)
- 1951: Ma femme est formidable
- 1952: Un jour avec vous
- 1952: Les femmes sont des anges
- 1952: Grand gala
- 1952: Tambour battant
- 1953: Die Giftmischerin (La Pocharde)
- 1954: Faites-moi confiance!
- 1954: Le collège en folie (Le College En Folie)
- 1954: Leguignon guérisseur
- 1955: Der Turm der sündigen Frauen (La Tour de Nesle)
- 1956: Zum Glück gibt es ihn doch (Le Pays d’où je viens)
- 1957: Frühling in Paris (Printemps à Paris)
- 1957: L’amour descend du ciel
- 1957: Une nuit aux Baléares
- 1957: Du sang sous le chapiteau
- 1957: Pas de grisbi pour Ricardo
- 1957: Trois marins en bordée (Trois Marins En Bordee)
- 1958: C’est la faute d’Adam
- 1958: Les gaités de l’escadrille
- 1958: Le tombeur
- 1958: En bordée (En Bordee)
- 1959: Minute papillon
- 1961: À rebrousse-poil
- 1961: Airs de France (Fernsehserie, eine Folge)
- 1961: La fille du torrent
- 1962: Plaisir du théâtre (Fernsehserie, eine Folge)
- 1962: Les filles de La Rochelle
- 1962: Der Teufel und die Zehn Gebote (Le Diable et les Dix Commandements)
- 1962: Il fiore e la violenza
- 1962: Césarin joue les ’étroits’ mousquetaires
- 1965: L’or du duc
- 1966: Geld oder Leben (La Bourse et la vie)
- 1966: Les enquiquineurs